# Kieselgel
Kieselgel, Kieselsäuregel oder Silikagel (englisch silica gel) ist ein farbloses, amorphes Siliciumdioxid von gelartiger, gummiartiger bis fester Konsistenz. Es besitzt eine große innere Oberfläche (ca. 600 m²/g). Es ist stark hygroskopisch (wasseranziehend) und eignet sich als Geliermittel, Filter-, Adsorptionsmaterial und Trockenmittel. Man rechnet es zu den Xerogelen.
Kieselgel war bereits um 1640 bekannt. Zur Zeit des Ersten Weltkriegs wurde es aufgrund der Eigenschaft als Adsorptionsmittel zur Bindung von Dämpfen und Gasen patentiert.

## Herstellung
Wird Wasserglas mit Säure versetzt, entsteht das unlösliche, klare Gel.
Für die Trocknungsmittelperlen wird Wasserglas in ein Säurebad getropft. Die Gelkugeln werden anschließend gewaschen und einer Trocknung unterzogen. Durch Veränderung des pH-Werts während der Wäsche kann die Porengröße des Silicagels variiert werden.

## Verwendung

### Trockenmittel
Kieselgel kann als Trocknungsmittel verwendet werden, weil es an seiner großen inneren Oberfläche Wasser adsorbiert. Dieser Vorgang ist reversibel. Mit Kieselgel gefüllte kleine Papiertütchen oder Kissen (Antikondensationsbeutel) liegen vielen feuchtigkeitsempfindlichen Warensendungen bei (z. B. elektronischen Geräten, Lederwaren und Nori-Algen für die japanische Küche), um deren Inhalt beim Versand trocken zu halten und die Bildung von Kondensations-Feuchtigkeit bei der Verbringung von warmer in kalte Umgebung zu verhindern. In Verbindung mit Lebensmitteln soll nur gesundheitlich unbedenkliches ungefärbtes (weißes) Kieselgel zur Trockenhaltung verwendet werden.
Kieselgel wird oft als Trockenmittel in Exsikkatoren verwendet. Kieselgel kann auch zum Trocknen und Trockenhalten von Saatgut verwendet werden. Ferner wird es als hocheffiziente Katzenstreu im Handel angeboten. Die Vorteile sind eine längere Verwendungsdauer und das im Vergleich zu anderen Sorten geringe Gewicht der Einzelpackungen.
Die maximale Wasseraufnahme des Kieselgels beträgt üblicherweise etwa 20 % bis 33 % des eigenen Gewichts. Es gibt auch großporiges Kieselgel, das bis 66 % Wasser adsorbieren kann. Es liegt dabei immer ein Gleichgewicht von adsorbiertem Wasser und der relativen Luftfeuchtigkeit (rF) vor. Das heißt, die maximale Wasseraufnahme gilt für wasserdampfgesättigte Luft. Bei normaler Luftfeuchtigkeit (ca. 40–60 % rF) wird diese Kapazität nicht erreicht. Bei sehr niedriger Luftfeuchte gibt das Kieselgel das Wasser auch wieder ab (Desorption).
Bei Erwärmung oder bei Druckverringerung kann Luft mehr Wasser aufnehmen, damit stellt sich auch eine andere Gleichgewichtsfeuchte ein. Daher kann ein Teil des Adsorptionswassers verdunsten, was zur Regenerierung ausgenutzt werden kann.

#### Gefärbtes Kieselgel
Um die Beladung von Kieselgel mit Wasser einfach optisch beurteilen zu können, ist im Handel auch gefärbtes Kieselgel erhältlich. Der Farbstoff verändert in Abhängigkeit vom Wassergehalt des Gels seine Farbe und erlaubt so eine einfache Beurteilung über die Beladung des Kieselgels mit Wasser.
Wegen der Schädlichkeit der Farbstoffe soll eingefärbtes Kieselgel nicht im Bereich medizinischer Produkte oder bei Lebensmitteln eingesetzt werden.

##### Blaugel
Ein verwendeter Farbstoff ist das im trockenen Zustand blaue Cobaltdichlorid. Das so gefärbte Kieselgel wird als Blaugel bezeichnet. Wenn das Blaugel Wasser bindet, entsteht der rote Hexaaqua-Komplex [Co(H2O)6]Cl2, so dass sich das Gel von blau nach blassrosa verfärbt. Blaugel gilt seit dem Jahr 2000 als krebserzeugend.

##### Orangegel
Auch eine Variante von Methylviolett wird als Feuchtigkeitsindikator verwendet, es ist im trockenen Zustand orange. Das damit gefärbte Kieselgel wird als Orangegel bezeichnet. Je nach Modifikation von Methylviolett wird das Orangegel im feuchten Zustand entweder farblos oder dunkelgrün. Methylviolett gilt ebenfalls als möglicherweise krebserregend und ist für Wasserlebewesen sehr giftig.

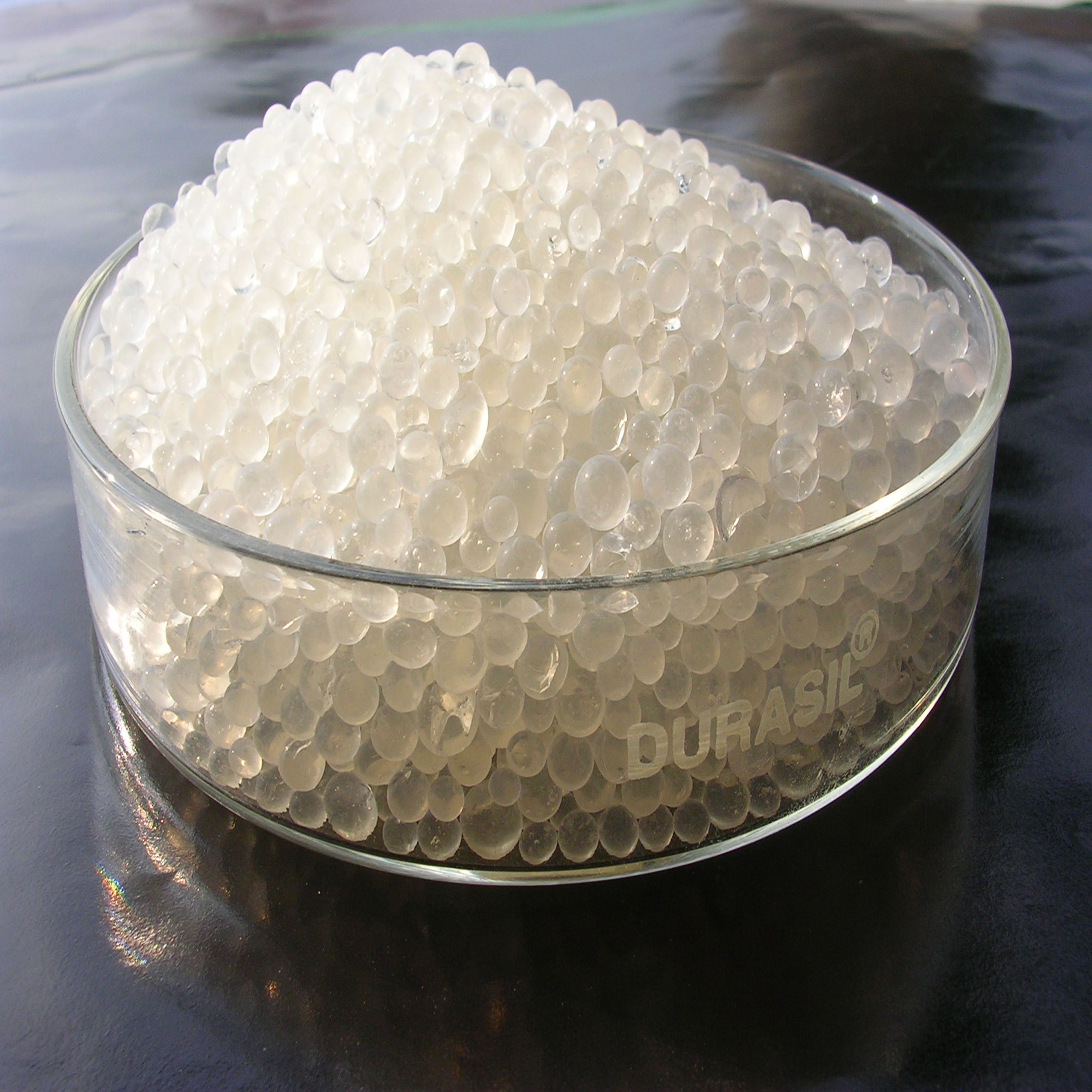
Nicht eingefärbtes weißes, großporiges Kieselgel
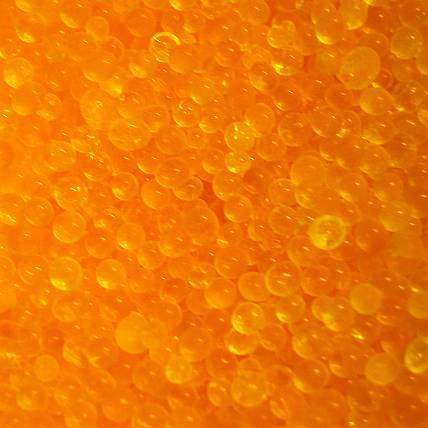
Trockenes Kieselgel mit orangefarbenem Indikator (Methylviolett)
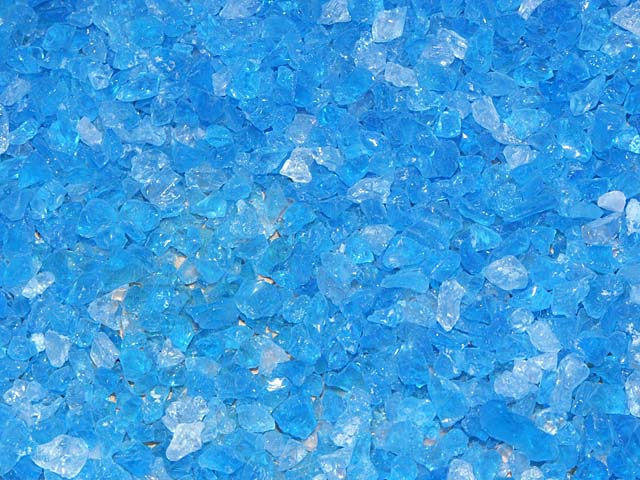
Trockenes Kieselgel mit blauem Indikator (Cobaltdichlorid)
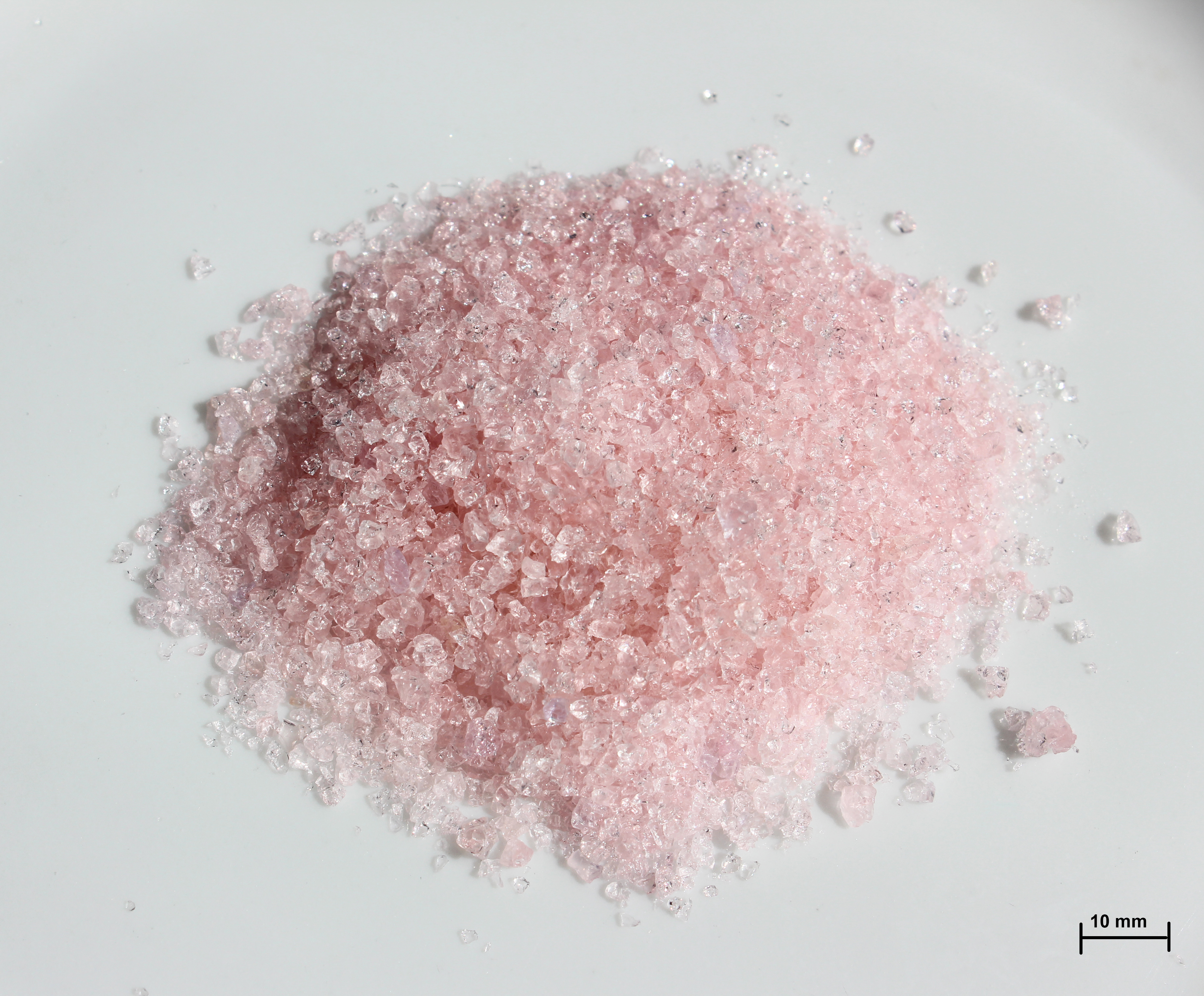
Feuchtes Kieselgel mit Cobaltdichlorid ist blassrosa
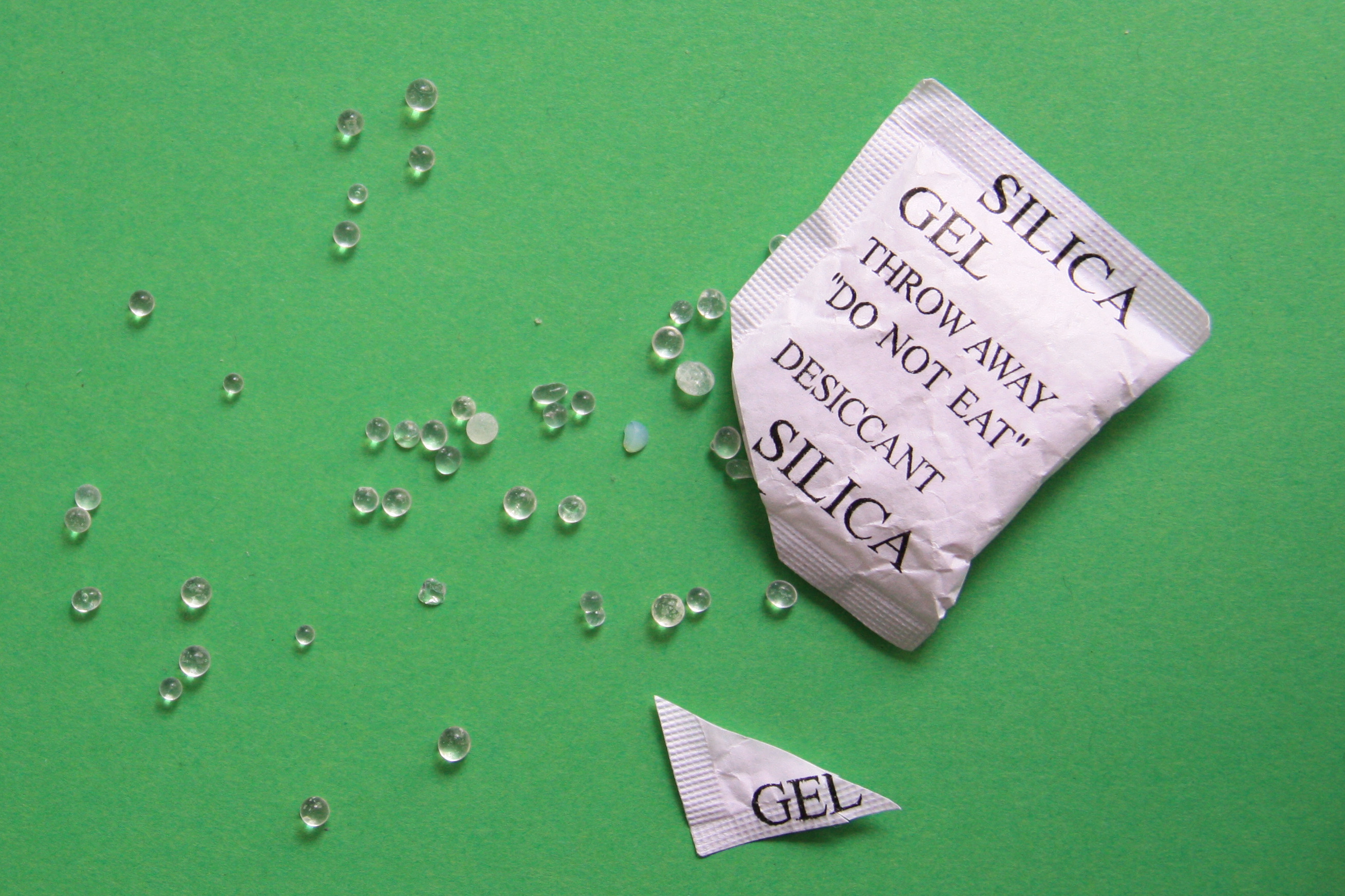
Kieselgel aus einem handelsüblichen Trockenbeutel

#### Regenerierung
Kieselgel bleibt auch im erschöpften Zustand rieselfähig und formbeständig. Farbloses Kieselgel kann bei etwa 120 bis 150 °C regeneriert werden, bei eingefärbtem Kieselgel sollte die Temperatur unter 120 °C liegen, um den Farbstoff nicht zu zerstören. Bei der Regenerierung wird das aufgenommene Wasser ausgetrieben (Ausheizen). Befindet sich das Kieselgel in permeablen Kunststofftüten, beispielsweise aus Tyvek, darf die Trocknung nur bei maximal ca. 80 °C erfolgen, um die Hülle nicht zu beschädigen. Ein Mikrowellenherd ist zum Trocknen ungeeignet, da durch die hohe Leistungsdichte das Wasser sehr schnell verdampft und nicht rasch genug abgeführt werden kann; als Folge bersten die Kieselgelteilchen.

### Gummizusatz bei Fahrzeugreifen
Kieselgel wird in Mischungen zusammen mit anderen Stoffen in Fahrzeugreifen als Ersatz von Gummi als Haftvermittler verwendet, was die Nässehaftung der Reifen deutlich verbessert. Hier wird ein Teil des zwischen Gummi und Asphalt bei Nässe deutlich verminderten Reibungskoeffizienten durch die zusätzliche Adsorption (genauer Physisorption) der Wassermoleküle (Wasserstoffbrückenbindung) kompensiert. Weiterhin wird das Gemisch weicher und damit auch auf trockener Fahrbahn haftfähiger, während der Abrieb und damit der Verschleiß vermindert werden.

### Stationäre Phase in der Chromatographie
Kieselgel ist die am häufigsten verwendete stationäre Phase in der Dünnschichtchromatographie (DC) und Säulenchromatographie. Für die DC wird das Kieselgel auf geeignete Trägermaterialien aufgebracht (z. B. Glas, Aluminium). Oft wird es zusätzlich mit Zusatzstoffen (z. B. Fluoreszenzindikatoren) versetzt.
Abkürzungen für bestimmte Zusätze:
- Fluoreszenz: F366 für langwelliges und F254 für kurzwelliges Ultraviolett
- Gips: G
- ohne Zusätze: H
- für präparative Schichtchromatographie: P
- hochgereinigt: R

Die freien OH-Gruppen an der Oberfläche des Kieselgels machen es polar und binden bevorzugt polare Moleküle mittels Wasserstoffbrückenbindungen.
Sehr stark polare Substanzen lassen sich nicht wieder eluieren. Hier bietet sich die Verwendung von Reversed-Phase-Kieselgel an. Reversed-Phase bedeutet, dass die Oberfläche z. B. mit C2-, C4-, C8- oder C18-Ketten modifiziert wurde und somit unpolar ist.

### Weiteres
- In der Biologie, besonders in der Phytologie und Mikrobiologie, wird Kieselgel neben Agargel oder Gelatine als Geliermittel für Nährböden verwendet.
- In Alkoholteströhrchen wird das Kieselgel mit Chromschwefelsäure getränkt, der vorbeiziehende Alkoholdampf (Atemalkoholbestimmung) reduziert das Dichromat zu grünen Chromverbindungen. Anhand der Stärke und Ausdehnung der Verfärbung lässt sich der Grad der Alkoholisierung abschätzen.
- Bei der Kühlung durch Trocknung und Verdunstung kann Kieselgel als regenerierbares Trockenmittel verwendet werden.
- In den 1930er Jahren gab es Versuche bei Zeppelinen, Kieselgel zum Auftriebsausgleich zu verwenden. Die aufgenommene Feuchtigkeit sollte den Gewichtsverlust des verbrauchten Kraftstoffs ausgleichen.
- Modifiziertes Kieselgel wird unter verschiedenen Markennamen (Percoll, Sepracell) zur Reinigung von einkernigen Zellen des peripheren Bluts (PBMC) durch Dichtegradientenzentrifugation verwendet.
- Eine weitere Anwendung ist die Verwendung als Thermochemischer Wärmespeicher. Kieselgel hat die Eigenschaft, bei der Aufnahme von Wasser (Absorption) Wärme abzugeben und bei der Trocknung (Desorption) Wärme aufzunehmen. Dieser Prozess kann beliebig oft wiederholt werden. Siehe: Absorptionswärmepumpe
- Die Eiweißstabilisierung von Bier mithilfe von Kieselgel wurde von Karl Raible initiiert.[6]